# Баландин, Владимир Михайлович (художник)
Владимир Михайлович Баландин (род. 30 октября 1953, село Карпогоры, Пинежский район, Архангельская область, РСФСР, СССР) — российский художник, мастер резьбы по кости. Член союза художников России, председатель Союза художников Карелии. Заслуженный деятель искусств Республики Карелия (2005).Заслуженный художник Российской Федерации (2010). 

## Биография
Владимир Баландин родился 30 октября 1956 года в селе Карпогоры Пинежского района Архангельской области. Окончил Ломоносовское косторезное училище в 1971 году. Во время обучения часто посещал различные музеи, был несколько раз в Санкт-Петербурге. После получения диплома работал на фабрике художественной резьбы по кости. С 1977 года его работы регулярно экспонировались на всесоюзных и всероссийских выставках, удостаивались дипломов I степени.
Баландин переехал в Карелию в 1982. Его работы были высоко оценены и Владимир Баландин стал значимой фигурой в искусстве Карелии. В 1987 году Баландин стал членом союза художников СССР (после распада СССР он сохранит свою должность как член союза художников России). В 2010 году Баландин получает звание «Заслуженного художника Российской Федерации», а в 2012 избран председателем Союза художников Карелии. Кроме фигур из кости и картин Владимир Баландин пишет литературу по своему ремеслу. Работы художника в Государственном Русском музее, Всероссийском музее декоративного искусства, Музее изобразительных искусств республики Карелия, Архангельской области, в частных коллекциях России и за рубежом..

## Награды и звания
- Орден «За заслуги в культуре и искусстве» (14 ноября 2022) — за большой вклад в развитие отечественной культуры и искусства, многолетнюю плодотворную деятельность[3]
- Звание «Заслуженный художник Российской Федерации» (26 мая 2010) — за большой вклад в социально-экономическое, научное и культурное развитие республики и многолетнюю общественную деятельность[4]
- Звание «Заслуженный деятель искусств Республики Карелия» (2005)
- Почётная грамота республики Карелия
- Премия Республики Карелия в области культуры, искусства и литературы

## Сочинения
- Резьба по кости. — Петрозаводск, 2006